# Veri (cognome)
Veri è un cognome di lingua italiana.

## Varianti
De Vera, De Vero, Vera, Verini, Verino, Vero.

## Origine e diffusione
Cognome tipicamente abruzzese, è presente prevalentemente nella provincia di Chieti.
Potrebbe derivare dal nome Vero o da Olivero.
In Italia conta circa 324 presenze.
La variante Verini, più rara, è presente in Abruzzo, Lazio e Lombardia; la variante Vero compare in Piemonte e Puglia; De Vero è invece campano; Vera è panitaliano; De Vera è unico.